# Иван Чернев
Иван Драганов Чернев, известен и като Иван Драганов или Дреганов, е български опълченец по време на Освободителната война.

## Биография
Роден е в град Елена, като за датата на раждането има различни сведения: 29 януари 1859 (според данни на Музея на Възраждането, Варна) или 1860 г. (според паметната плоча на дома му във Варна).
Има различни сведения относно постъпването му в Българското опълчение, но към 7 август 1877 година е част от Първа дружина. Участва в боевете при защитата на Шипченския проход, при атаката на Шейновския укрепен лагер и в разпръсването на башибозука в района на сунгурларските села Садово и Кадърфакли (днес Везенково). Уволнен е на 26 юни 1878 г.
След Освобождението няколко години живее в родния си град. През 1903 г. се преселва във Варна, където работи като финансов чиновник и касиер на Българската търговска банка.
В Музея на Възраждането, Варна, се съхраняват снимки, направени по време на честванията за Трети март през 1935 година, на които той е заедно с други от последните останали опълченци във Варна: Тодор Габаров, Калчо Вълков, Андрей Темелков, Стефан Николов, Георги Минков и Атанас Иванов.
Почива на 17 февруари 1954 г.

## Памет
На 21 септември 1922 г. Габровският градски общински съвет приема решение да обяви за почетни граждани опълченците, участвали в боевете на Шипка, сред които е и Иван Чернев.
На улица „Г.С. Раковски“ във Варна е поставена паметна плоча в чест на опълченеца-дълголетник.